# Kulturers korsväg
Kulturers korsväg: en bok om Afghanistan är en reseskildring av Jan Myrdal med illustrationer av Gun Kessle utgiven 1960 på Norstedts förlag. Boken blev återutgiven 1966 med ny titel "Resa i Afghanistan" och har sedan dess blivit återutgiven flera gånger med detta nya namn.
Den har distribuerats bland annat av Afghanistansolidaritet.